# Charinus cearensis
Espèce
Charinus cearensis est une espèce d'amblypyges de la famille des Charinidae.

## Distribution
Cette espèce est endémique du Ceará au Brésil. Elle se rencontre à Ubajara dans la grotte Gruta de Ubajara.

## Description
La carapace des femelles mesure 3,35 mm de long sur 4,60 mm et 3,88 mm de long sur 5,50 mm.

## Étymologie
Son nom d'espèce, composé de cear[a] et du suffixe latin -ensis, « qui vit dans, qui habite », lui a été donné en référence au lieu de sa découverte, le Ceará.

## Publication originale
- Miranda, Giupponi, Prendini & Scharff, 2021 : « Systematic revision of the pantropical whip spider family Charinidae Quintero, 1986 (Arachnida, Amblypygi). » European Journal of Taxonomy, no 772, p. 1–409 (texte intégral).